# Grand Prix-wegrace der Naties 1955
De Grand Prix-wegrace der Naties 1955 was achtste en laatste Grand Prix van wereldkampioenschap wegrace voor motorfietsen in het seizoen 1955. De races werden verreden op 4 september 1955 op het Autodromo Nazionale di Monza nabij Monza in de Italiaanse regio Lombardije. In deze Grand Prix kwamen alle klassen aan de start. De wereldtitels in de 125cc-klasse, de 350cc-klasse, de 500cc-klasse en de zijspanklasse waren al beslist. De wereldtitel in de 250cc-klasse werd tijdens deze Grand Prix beslist.

## Algemeen
Meer dan 100.000 toeschouwers zagen in Monza vijf races, maar in de meeste klassen was de spanning om de wereldtitels al verdwenen. In de 250cc-klasse was er nog enige spanning: Cecil Sandford kon de wereldtitel nog van Hermann Paul Müller afnemen en tot nu toe hadden de vijf wedstrijden allemaal een andere winnaar gehad.

## 500cc-klasse
In de 500cc-race ging Geoff Duke aanvankelijk aan de leiding en hij reed ook de snelste ronde, maar toen hij problemen kreeg met zijn Gilera 500 4C werd hij gepasseerd door MV Agusta-rijder Umberto Massetti en door Reg Armstrong, die zijn Gilera slechts een halve seconde later over de streep stuurde. Duke zat toen ook nog in de kopgroep en finishte een seconde later.
| Pos | Coureur           | Merk      | Tijd       | Punten |
| --- | ----------------- | --------- | ---------- | ------ |
| 1   | Umberto Masetti   | MV Agusta | 1:08"04'1  | 8      |
| 2   | Reg Armstrong     | Gilera    | + 0'5      | 6      |
| 3   | Geoff Duke        | Gilera    | + 1'6      | 4      |
| 4   | Giuseppe Colnago  | Gilera    | + 35'1     | 3      |
| 5   | Alfredo Milani    | Gilera    | + 1"50'5   | 2      |
| 6   | Ernst Riedelbauch | BMW       | + 1 ronde  | 1      |
| 7   | Gerold Klinger    | BMW       | + 1 ronde  |        |
| 8   | William Hall      | Norton    | + 3 ronden |        |
| 9   | Enrico Galante    | Norton    | + 3 ronden |        |
| 10  | Artemio Cirelli   | Gilera    | + 5 ronden |        |

| Coureur                  | Merk          | Oorzaak |
| ------------------------ | ------------- | ------- |
| Keith Campbell           | Norton        |         |
| Richard Thompson         | Matchless     |         |
| Tony McAlpine            | BMW           |         |
| Bruno Böhrer             | Schnell-Horex |         |
| Erich Wünsche            | Norton        |         |
| Ernst Hiller             | Matchless     |         |
| Jacques Collot           | Norton        |         |
| Pierre Monneret          | Gilera        |         |
| Carlo Bandirola          | MV Agusta     |         |
| Francesco Guglielminetti | Norton        |         |
| Franco Chinelli          | Gilera        |         |
| Libero Liberati          | Gilera        |         |
| Lodovico Facchinelli     | Gilera        |         |
| Luigi Falconi            | Moto Guzzi    |         |
| Martino Giani            | Gilera        |         |
| Paolo Campanelli         | Gilera        |         |
| Tito Forconi             | MV Agusta     |         |
| Sven Andersson           | Norton        |         |
| Ulf Gate                 | Matchless     |         |

| Coureur           | Merk       | Oorzaak |
| ----------------- | ---------- | ------- |
| Bob Brown         | Matchless  |         |
| Jack Ahearn       | Norton     |         |
| Ken Kavanagh      | Moto Guzzi |         |
| Auguste Goffin    | Norton     |         |
| Firmin Dauwe      | Norton     |         |
| Léon Martin       | Gilera     |         |
| Walter Zeller     | BMW        |         |
| Bill Lomas        | Moto Guzzi |         |
| Bob McIntyre      | Norton     |         |
| Derek Ennett      | Matchless  |         |
| Dickie Dale       | Moto Guzzi |         |
| Jack Brett        | Norton     |         |
| John Clark        | Matchless  |         |
| John Hartle       | Norton     |         |
| John Storr        | Norton     |         |
| Duilio Agostini   | Moto Guzzi |         |
| Nello Pagani      | MV Agusta  |         |
| Orlando Valdinoci | Gilera     |         |
| Drikus Veer       | Gilera     |         |
| Peter Murphy      | Matchless  |         |
| Eddie Grant       | Norton     |         |

### Top tien eindstand 500cc-klasse
| Pos. | Coureur          | Motorfiets | Ptn. |
| ---- | ---------------- | ---------- | ---- |
| 1    | Geoff Duke       | Gilera     | 36   |
| 2    | Reg Armstrong    | Gilera     | 30   |
| 3    | Umberto Masetti  | MV Agusta  | 19   |
| 4    | Giuseppe Colnago | Gilera     | 13   |
| 5    | Carlo Bandirola  | MV Agusta  | 10   |
| 6    | Bill Lomas       | Moto Guzzi | 8    |
| 7    | Libero Liberati  | Gilera     | 6    |
| 7    | Walter Zeller    | BMW        | 6    |
| 7    | Pierre Monneret  | Gilera     | 6    |
| 7    | John Hartle      | Norton     | 6    |

## 350cc-klasse
Zoals verwacht werd de 350cc-klasse weer een succes voor Moto Guzzi. Geen enkel ander merk had een race gewonnen, en dit keer won Dickie Dale zijn eerste race van het jaar. Onverwacht was dat ook niet, want Dale startte lang niet altijd, maar als hij dat deed kwam hij ook op het podium. Wereldkampioenm Bill Lomas werd tweede op 0,1 seconde en Ken Kavanagh werd derde.
| Pos | Coureur              | Merk          | Tijd       | Punten |
| --- | -------------------- | ------------- | ---------- | ------ |
| 1   | Dickie Dale          | Moto Guzzi    | 55"21'3    | 8      |
| 2   | Bill Lomas           | Moto Guzzi    | + 0'1      | 6      |
| 3   | Ken Kavanagh         | Moto Guzzi    | + 13'1     | 4      |
| 4   | Enrico Lorenzetti    | Moto Guzzi    | + 14'1     | 3      |
| 5   | August Hobl          | DKW           | + 14'2     | 2      |
| 6   | Roberto Colombo      | Moto Guzzi    | + 1"48'6   | 1      |
| 7   | Helmut Hallmeier     | NSU           | + 1 ronde  |        |
| 8   | Siegfried Wünsche    | DKW           | + 2 ronden |        |
| 9   | Arthur Wheeler       | AJS           |            |        |
| 10  | Lodovico Facchinelli | AJS           |            |        |
| 11  | Hall                 | Norton        |            |        |
| 12  | Erwin Aldinger       | Schnell-Horex | + 3 ronden |        |
| 13  | Sven Andersson       | Norton        | + 4 ronden |        |
| 14  | Wick                 | AJS           |            |        |

| Coureur         | Merk       |
| --------------- | ---------- |
| Keith Campbell  | Norton     |
| Maurice Quincey | Norton     |
| Auguste Goffin  | Norton     |
| Hans Bartl      | DKW        |
| Karl Hofmann    | DKW        |
| Jacques Collot  | Norton     |
| Bob McIntyre    | Norton     |
| Cecil Sandford  | Moto Guzzi |
| John Hartle     | Norton     |
| John Surtees    | Norton     |
| Duilio Agostini | Moto Guzzi |
| Peter Murphy    | AJS        |

### Top tien eindstand 350cc-klasse
(Punten tussen haakjes zijn inclusief streepresultaten)
| Pos. | Coureur         | Motorfiets | Ptn.    |
| ---- | --------------- | ---------- | ------- |
| 1    | Bill Lomas      | Moto Guzzi | 32 (44) |
| 2    | Dickie Dale     | Moto Guzzi | 18      |
| 3    | August Hobl     | DKW        | 17      |
| 4    | Ken Kavanagh    | Moto Guzzi | 14      |
| 5    | Cecil Sandford  | Moto Guzzi | 13      |
| 6    | John Surtees    | Norton     | 11      |
| 7    | Duilio Agostini | Moto Guzzi | 8       |
| 8    | Bob McIntyre    | Norton     | 8       |
| 9    | John Hartle     | Norton     | 7       |
| 10   | Roberto Colombo | Moto Guzzi | 7       |

## 250cc-klasse
Carlo Ubbiali startte voor het eerst in de 250cc-klasse, want hij had zich geconcentreerd op de 125cc-klasse, waarin hij wereldkampioen was geworden. Hij won deze race met slechts 0,3 seconde verschil voor Hans Baltisberger met de NSU Sportmax. Sammy Miller werd derde en Hermann Paul Müller vierde. Müller was daarmee ook wereldkampioen. Alleen Moto Guzzi-rijder Cecil Sandford had hem theoretisch nog van de titel af kunnen houden, maar hij komt in de uitslag niet voor.
| Pos | Coureur             | Merk       | Tijd       | Punten |
| --- | ------------------- | ---------- | ---------- | ------ |
| 1   | Carlo Ubbiali       | MV Agusta  | 46"34'1    | 8      |
| 2   | Hans Baltisberger   | NSU        | + 0'3      | 6      |
| 3   | Sammy Miller        | NSU        | + 15'6     | 4      |
| 4   | Hermann Paul Müller | NSU        | + 25'3     | 3      |
| 5   | Bill Lomas          | MV Agusta  | + 28'6     | 2      |
| 6   | Umberto Masetti     | MV Agusta  | + 56'4     | 1      |
| 7   | Roberto Colombo     | Moto Guzzi | + 56'6     |        |
| 8   | Kurt Knopf          | NSU        | + 1 ronde  |        |
| 9   | Karl Lottes         | NSU        | + 1 ronde  |        |
| 10  | Arthur Wheeler      | Moto Guzzi | + 1 ronde  |        |
| 11  | Günter Beer         | Adler      | + 1 ronde  |        |
| 12  | Adelmo Mandolini    | Moto Guzzi | + 1 ronde  |        |
| 13  | Lanfranco Baviera   | Moto Guzzi | + 2 ronden |        |
| 14  | Alfredo Flores      | Moto Guzzi | + 2 ronden |        |
| 15  | Dino Fagiolini      | Moto Guzzi | + 2 ronden |        |
| 16  | Guerin              | Moto Guzzi | + 4 ronden |        |

| Coureur           | Merk          |
| ----------------- | ------------- |
| Luigi Taveri      | MV Agusta     |
| Helmut Hallmeier  | NSU           |
| Wolfgang Brand    | NSU           |
| Bill Webster      | Velocette     |
| Cecil Sandford    | Moto Guzzi    |
| Dave Chadwick     | RDS-Velocette |
| John Surtees      | NSU           |
| Enrico Lorenzetti | Moto Guzzi    |

### Onbekend

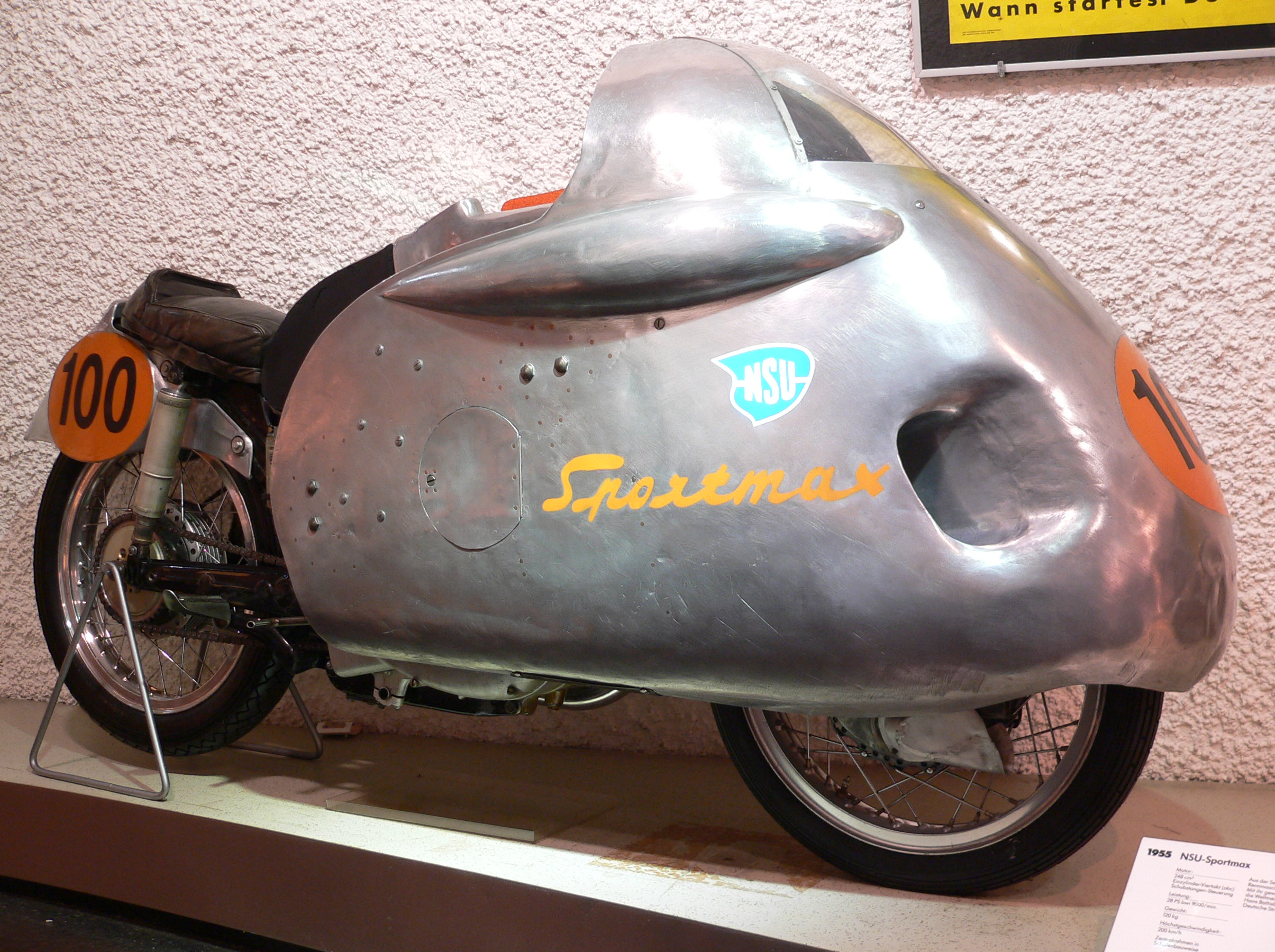
De NSU Sportmax was slechts een productieracer, maar de machine was snel genoeg om de fabrieksracers van MV Agusta en Moto Guzzi te verslaan. "Happi" Müller werd er wereldkampioen mee.

### Top tien eindstand 250cc-klasse
(Punten tussen haakjes zijn inclusief streepresultaten)
| Pos. | Coureur             | Motorfiets | Ptn.    |
| ---- | ------------------- | ---------- | ------- |
| 1    | Hermann Paul Müller | NSU        | 19 (20) |
| 2    | Cecil Sandford      | Moto Guzzi | 14      |
| 3    | Bill Lomas          | MV Agusta  | 13      |
| 4    | Luigi Taveri        | MV Agusta  | 11      |
| 5    | Umberto Masetti     | MV Agusta  | 11      |
| 6    | Sammy Miller        | NSU        | 10      |
| 7    | John Surtees        | NSU        | 8       |
| 7    | Carlo Ubbiali       | MV Agusta  | 8       |
| 9    | Wolfgang Brand      | NSU        | 6       |
| 10   | Hans Baltisberger   | NSU        | 6       |

## 125cc-klasse
Carlo Ubbiali, die al wereldkampioen was, won ook de laatste 125cc-race, zonder de grootste concurrenten, de coureurs van Mondial. Dat merk had zich teruggetrokken na het dodelijke ongeval van Giuseppe Lattanzi. Nu waren alle podiumplaatsen voor MV Agusta, met Remo Venturi op de tweede- en Angelo Copeta op de derde plaats.
| Pos | Coureur           | Merk      | Tijd       | Punten |
| --- | ----------------- | --------- | ---------- | ------ |
| 1   | Carlo Ubbiali     | MV Agusta | 41"03'8    | 8      |
| 2   | Remo Venturi      | MV Agusta | + 27'1     | 6      |
| 3   | Angelo Copeta     | MV Agusta | + 1"42'2   | 4      |
| 4   | August Hobl       | DKW       | + 1"44'5   | 3      |
| 5   | Siegfried Wünsche | DKW       | + 1 ronde  | 2      |
| 6   | Paolo Campanelli  | Mondial   | + 1 ronde  | 1      |
| 7   | Guido Sala        | MV Agusta | + 1 ronde  |        |
| 8   | Karl Lottes       | MV Agusta | + 1 ronde  |        |
| 9   | Willi Scheidhauer | MV Agusta | + 2 ronden |        |
| 10  | Florian Camathias | MV Agusta | + 2 ronden |        |
| 11  | Caver Heiss       | MV Agusta | + 2 ronden |        |
| 12  | Roberto Pionava   | MV Agusta | + 2 ronden |        |
| 13  | Bill Webster      | MV Agusta | + 3 ronden |        |
| 14  | Alberto Capocci   | Mondial   | + 3 ronden |        |
| 15  | Mario Carini      | Mondial   | + 3 ronden |        |

| Coureur               | Merk    | Oorzaak    |
| --------------------- | ------- | ---------- |
| Giuseppe Lattanzi (†) | Mondial | Overleden  |
| Romolo Ferri          | Mondial | Teambeleid |
| Tarquinio Provini     | Mondial | Teambeleid |

| Coureur           | Merk      |
| ----------------- | --------- |
| Rudolf Grimas     | Mondial   |
| Luigi Taveri      | MV Agusta |
| Erhart Krumpholz  | IFA       |
| Erich Wünsche     | DKW       |
| Siegfried Wünsche | DKW       |
| Marcello Cama     | Montesa   |
| Bill Lomas        | MV Agusta |
| Ross Porter       | MV Agusta |

### Top tien eindstand 125cc-klasse
(Punten tussen haakjes zijn inclusief streepresultaten)
| Pos. | Coureur               | Motorfiets | Ptn.    |
| ---- | --------------------- | ---------- | ------- |
| 1    | Carlo Ubbiali         | MV Agusta  | 32 (44) |
| 2    | Luigi Taveri          | MV Agusta  | 26      |
| 3    | Remo Venturi          | MV Agusta  | 16      |
| 4    | Giuseppe Lattanzi (†) | Mondial    | 11      |
| 5    | Angelo Copeta         | MV Agusta  | 8       |
| 6    | Romolo Ferri          | Mondial    | 7       |
| 7    | Bill Webster          | MV Agusta  | 5       |
| 8    | Rudolf Grimas         | Mondial    | 4       |
| 9    | Tarquinio Provini     | Mondial    | 3       |
| 9    | Bill Lomas            | MV Agusta  | 3       |
| 9    | Karl Lottes           | MV Agusta  | 3       |
| 9    | August Hobl           | DKW        | 3       |

## Zijspanklasse
Gilera was vaak bereid om speciaal voor Monza een 500 4C-blok ter beschikking te stellen aan Albino Milani, de broer van fabriekscoureur Alfredo. Milani reed ook de snelste ronde en ging even aan de leiding van de race, maar hij viel uit, waardoor Wilhelm Noll/Fritz Cron met hun BMW wonnen, voor hun teamgenoten Walter Schneider/Hans Strauß. Jacques Drion/Inge Stoll werden derde en eindigden met hun Norton daardoor op de vierde plaats in het wereldkampioenschap, nog voor Norton-coryfeeën Cyril Smith en Bill Boddice. De nieuwe wereldkampioenen Willi Faust/Karl Remmert namen niet deel.
| Pos | Coureur            | Bakkenist          | Merk   | Tijd       | Punten |
| --- | ------------------ | ------------------ | ------ | ---------- | ------ |
| 1   | Wilhelm Noll       | Fritz Cron         | BMW    | 41"21'6    | 8      |
| 2   | Walter Schneider   | Hans Strauß        | BMW    | + 0'2      | 6      |
| 3   | Jacques Drion      | Inge Stoll-Laforge | Norton | + 58'6     | 4      |
| 4   | Florian Camathias  | Maurice Büla       | BMW    | + 1"03'2   | 3      |
| 5   | Jean Murit         | Francis Flahaut    | BMW    | + 1"03'3   | 2      |
| 6   | Fritz Seeber       | Franz Heiß         | BMW    | + 1 ronde  | 1      |
| 7   | Friedrich Staschel | Edgar Perduss      | BMW    | + 1 ronde  |        |
| 8   | Loni Neussner      | Onbekend           | Norton | + 1 ronde  |        |
| 9   | Alfonso Sammarchi  | Onbekend           | Norton | + 1 ronde  |        |
| 10  | Fritz Mühlemann    | K. Tuscher         | BSA    | + 3 ronden |        |
| 11  | Baldi              | Onbekend           | BSA    | + 3 ronden |        |

| Coureur       | Bakkenist | Merk   | Oorzaak |
| ------------- | --------- | ------ | ------- |
| Albino Milani | Onbekend  | Gilera |         |

| Coureur        | Bakkenist              | Merk      |
| -------------- | ---------------------- | --------- |
| Bob Mitchell   | Max George             | Norton    |
| Julien Deronne | Bruno Leys             | BMW       |
| Roland Benz    | Jakob Kuchler          | Norton    |
| Rudolf Koch    | Christian Wirth        | BMW       |
| Willi Faust    | Karl Remmert           | BMW       |
| Bill Boddice   | William Storr          | Norton    |
| Cyril Smith    | Stanley Dibben         | Norton    |
| Eric Oliver    | Eric Bliss en Les Nutt | Norton    |
| Ernie Walker   | Dun Roberts            | Norton    |
| Frank Taylor   | Ron Taylor             | Norton    |
| Jackie Beeton  | Charles Billingham     | Norton    |
| Pip Harris     | Ray Campbell           | Matchless |
| Ernesto Merlo  | Dino Magri             | Gilera    |
| Henk Steman    | Mappie de Haas         | BMW       |

### Top tien eindstand zijspanklasse
| Pos. | Coureur          | Bakkenist                       | Motorfiets | Ptn. |
| ---- | ---------------- | ------------------------------- | ---------- | ---- |
| 1    | Willi Faust      | Karl Remmert                    | BMW        | 30   |
| 2    | Wilhelm Noll     | Fritz Cron                      | BMW        | 28   |
| 3    | Walter Schneider | Hans Strauß en Manfred Grunwald | BMW        | 22   |
| 4    | Jacques Drion    | Inge Stoll-Laforge              | Norton     | 10   |
| 5    | Cyril Smith      | Stanley Dibben                  | Norton     | 6    |
| 5    | Bill Boddice     | William Storr                   | Norton     | 6    |
| 7    | Pip Harris       | Ray Campbell                    | Matchless  | 6    |
| 7    | Bob Mitchell     | Max George                      | Norton     | 6    |
| 9    | Jean Murit       | Francis Flahaut                 | BMW        | 6    |
| 10   | Eric Oliver      | Eric Bliss en Les Nutt          | Norton     | 4    |

1922 · 1923 · 1924 · 1925 · 1926 · 1927 · 1928 · 1929 · 1930 · 1931 · 1932 · 1933 · 1934 · 1935 · 1936 · 1937 · 1938 · 1939 · 1947 · 1948 · 1949 · 1950 · 1951 · 1952 · 1953 · 1954 · 1955 · 1956 · 1957 · 1958 · 1959 · 1960 · 1961 · 1962 · 1963 · 1964 · 1965 · 1966 · 1967 · 1968 · 1969 · 1970 · 1971 · 1972 · 1973 · 1974 · 1975 · 1976 · 1977 · 1978 · 1979 · 1980 · 1981 · 1982 · 1983 · 1984 · 1985 · 1986 · 1987 · 1988 · 1989 · 1990